# Brottsförebyggande rådet
Brottsförebyggande rådet (Brå) är en svensk statlig förvaltningsmyndighet, som sorterar under Justitiedepartementet och har till uppgift att bidra till kunskapsutvecklingen inom det kriminalpolitiska området och främja brottsförebyggande arbete.

## Verksamhet
Brå, som inrättades 1974, är ett centrum för forskning och utveckling och ska bistå rättsväsendets myndigheter i deras kunskaps- och metodutveckling. Rättsväsendet består av myndigheter som polisen, åklagarna, domstolarna och kriminalvården.
Brå:s verksamhet kan delas in i fyra grenar: 
- Kunskapsutveckling inom det kriminalpolitiska området med fokus på rättsväsendets myndigheter
- Utvärdering av effekter av politiskt beslutade reformer inom rättsväsendets verksamhet
- Kriminalstatistik av Sveriges kriminalitet samt jämförande utredningar med olika länder.
- Stöd till lokalt brottsförebyggande arbete

Brå gör utvärderingar och kunskapssammanställningar som håller vetenskaplig kvalitet och som kan användas som underlag av beslutsfattare inom rättsväsendet och av regering och riksdag. Myndigheten följer och analyserar brottsutvecklingen. Brå driver skolportalen Brottsrummet.se som är en faktabank om brott och brottslighet för ungdomar.
Inom Brå ligger Center mot våldsbejakande extremism, vars arbete syftar till att förebygga ideologiskt motiverad brottslighet och terrorism. 

## Kritik
I december 2019 publicerade Linköpings universitet en forskningsrapport som  påpekar att det finns en risk för snedvridning av den information som Brå lämnat ut. I intervjuer hävdar vissa men inte alla Brå-anställda att forskarna inte är oberoende av Polismyndigheten och att en tystnadskultur råder kring kriminalpolitiskt känsliga frågor. Brå:s rapporter kan därför vara uddlösa i sin kritik av missförhållanden inom polisen. Dock vill inte forskarna precisera vilka. Anställda från Brå har bemött kritiken och menar att rapporten har problem med metodval, och att de är felciterade. I en debattartikel publicerad i DN motsatte sig 28 utredare på Brå den generella beskriven av Brå som politiskt styrd och censurerad och menade att en del av den kritik som väckts mot Brå endast var en återgivning av förutsättningarna som gäller för forskningsmyndigheter överlag. De menar också att urvalet av intervjupersoner där många själva valt att lämna Brå resulterade i en överdrivet negativ bild av myndigheten. Professor emeritus Johannes Knutsson menade dock att resultatet i forskningsrapporten stämde väl överens med hans erfarenheter som tidigare anställd på myndigheten.

## Generaldirektörer
- 1987–1997: Marianne Håkansson
- 1997–2003: Ann-Marie Begler
- 2003–2011: Jan Andersson
- 2011–2012: Cecilia Bergman (tf.)
- 2012–2019: Erik Wennerström
- 2019–2020: Björn Borschos (tf.)
- 2020–2022: Kristina Svartz
- 2022: Björn Borschos (vik.)[8]
- 2022–: Mattias Larsson

## Motsvarigheter i övriga Norden
Motsvarande organ i Norge heter Det kriminalitetsforebyggende råd, i Danmark Det kriminalpræventive råd och i Finland Rådet för brottsförebyggande.